# Xocota
Xocota är en ort i Mexiko.   Den ligger i kommunen Cuetzalan del Progreso och delstaten Puebla, i den sydöstra delen av landet, 180 km öster om huvudstaden Mexico City. Xocota ligger 430 meter över havet och antalet invånare är 196.
Terrängen runt Xocota är lite bergig, och sluttar norrut. Runt Xocota är det tätbefolkat, med 383 invånare per kvadratkilometer. Närmaste större samhälle är Olintla, 17,0 km väster om Xocota. I omgivningarna runt Xocota växer huvudsakligen savannskog.